# Terkel – The Motherfårking Musical
Terkel – The Motherfårking Musical er en musical bygget over Anders Matthesens CD Terkel i knibe fra 2001. Forestillingen instrueres af Nikolaj Cederholm og manuskriptet er skrevet af den Grammy- og Reumert-vindende rapper Clemens, der også selv medvirker som Terkels bedste ven Jason.
Musicalen fik premiere i Tivolis Koncertsal, den 14. februar 2019 og tog derefter på turné i Holstebro, Aalborg, Aarhus, Odense og Vejle.
Matthesen, der er idémand bag historien, medvirkede ikke selv i forestillingen.
I april 2018 blev det annonceret, at Terkel i Knibe skulle laves som musical.
Den 3. oktober 2018 blev det offentliggjort, at komiker Ruben Søltoft skulle spille rollen som Terkel. Blandt øvrige medvirkende var Thomas Bo Larsen, Clemens og Martin Brygmann.

## Handling
Plottet finder sted i 2019. Terkel går i 6.A sammen med sine klassekammerater Jason, Sten, Saki, Silas, Johanna og Dorit.

## Rolleliste
| Skuespiller      | Rolle            | Noter                                                           |
| ---------------- | ---------------- | --------------------------------------------------------------- |
| Ruben Søltoft    | Terkel Mogensen  | Hovedperson, optræder også i Ternet Ninja.                      |
| Clemens          | Jason            |                                                                 |
| Thomas Bo Larsen | Stewart Stardust | Bliver spillet af Anders Matthesen i Jul på Vesterbro fra 2004. |
| Martin Brygmann  | Arne Nougatgren  | Bliver spillet af Anders Matthesen i Jul på Vesterbro fra 2004. |
| Adam & Noah      | Sten og Saki     |                                                                 |
| Lea Thiim Harder | Dorit            |                                                                 |